# Sound of the Underground
Sound of the Underground è l'album di debutto del gruppo musicale pop britannico Girls Aloud, formatosi dal programma televisivo Popstars.

## Contesto
L'album è stato pubblicato dall'etichetta discografica Polydor il 26 maggio 2003, sei mesi dopo l'omonimo primo singolo, raggiungendo la posizione numero due della classifica britannica e rimanendo tra le prime dieci posizioni solo una settimana. Il primo singolo è stato pubblicato nel dicembre del 2002 e ha riscosso un ottimo successo in classifica, rimanendo nella vetta per quattro settimane consecutive. I successivi singoli, No Good Advice e Life Got Cold, hanno invece raggiunto rispettivamente la seconda e la terza posizione.
No Good Advice ha vinto il Popjustice £20 Music Prize nel primo anno in cui è stato assegnato, nel 2003. Il premio è assegnato al miglior singolo pop britannico dell'anno.
Il 1º dicembre dello stesso anno è stata pubblicata una ristampa del disco, contenente sempre quindici tracce ma con alcune variazioni nell'ordine delle stesse e alcune nuove canzoni in luogo di altre, che non sono state reinserite. Tra queste sono presenti Girls on Film, cover di un singolo dei Duran Duran, e Jump, colonna sonora del film Love Actually e cover dell'omonimo brano delle Pointer Sisters. Quest'ultima è stata estratta come singolo e ha raggiunto la seconda posizione della classifica britannica, mentre la ristampa del disco è arrivato appena alla posizione numero quarantadue della classifica.
L'album è riapparso in classifica il 6 gennaio 2007 alla posizione numero sessantasette, rimanendo in classifica per altre due settimane. Pochi mesi più tardi, in giugno, è stato reso possibile l'acquisto dell'album in versione digitale negli Stati Uniti.

## Produzione
L'album è stato curato da un gran numero di produttori, tra cui spicca il team Xenomania che ha prodotto diverse tracce curandone anche la scrittura. Ai testi delle canzoni hanno collaborato, oltre agli Xenomania, nomi noti come Lene Nystrøm, voce degli Aqua, e Noel Gallagher degli Oasis, autori rispettivamente dei due singoli No Good Advice e Life Got Cold. Proprio quest'ultima canzone è stata oggetto di critica in quanto è apparsa simili a Wonderwall, noto singolo degli Oasis scritta anche quella da Gallagher.

## Tracce
Versione originale (Polydor / 9865315 (UK)
1. Sound of the Underground – 3:41 (Miranda Cooper, Brian Higgins, Niara Scarlett, Xenomania)
2. No Good Advice – 3:48 (Miranda Cooper, Brian Higgins, Nick Coler, Lisa Cowling, Lene Nystrøm)
3. Some Kind of Miracle – 3:09 (Miranda Cooper, Brian Higgins, Lisa Cowling, Tim Powell, Shawn Lee, Edele Lynch)
4. All I Need (All I Don't) – 3:38 (Ava Knox, Chris Peters, Drew Peters)
5. Life Got Cold – 3:57 (Miranda Cooper, Brian Higgins, Nick Coler, Lisa Cowling, Noel Gallagher)
6. Mars Attack – 3:28 (Alison Clarkson, Paul Carter, Amanda Glanfield)
7. Stop – 3:35 (Miranda Cooper, Brian Higgins, Matt Gray, Xenomania)
8. Girls Allowed – 3:26 (Brian McFadden, J. Shorten)
9. Forever and a Night – 3:17 (Gary Miller, Mark Muller, Andy Goldmark)
10. Love/Hate – 4:40 (Brian Higgins, Niara Scarlett, Eve Bicker, Xenomania)
11. Boogie Down Love – 3:22 (Alison Clarkson, Paul Carter, Amanda Glanfield)
12. Don't Want You Back – 3:19 (Anders Bagge, Michelle Bell, Arnthor Birgisson)
13. White Lies – 3:06 (Tim Kellett, Sandra Nordstrom)
14. Love Bomb – 2:55 (Alison Clarkson, M. Ward, S. Ward) – (Bonus track)
15. Everything You Ever Wanted – 2:53 (Steve Anderson, S. Lee, L. Greene) – (Bonus track)

Ristampa (Polydor / 9865961 (UK)
1. Sound of the Underground – 3:41 (Miranda Cooper, Brian Higgins, Niara Scarlett, Xenomania)
2. No Good Advice – 3:48 (Miranda Cooper, Brian Higgins, Nick Coler, Lisa Cowling, Lene Nystrøm)
3. Life Got Cold – 3:57 (Miranda Cooper, Brian Higgins, Nick Coler, Lisa Cowling, Noel Gallagher)
4. Jump – 3:39 (Steve Mitchell, Marti Sharron, Gary Skardina)
5. Some Kind of Miracle – 3:09 (Miranda Cooper, Brian Higgins, Lisa Cowling, Tim Powell, Shawn Lee, Edele Lynch)
6. All I Need (All I Don't) – 3:38 (Ava Knox, Chris Peters, Drew Peters)
7. Mars Attack – 3:28 (Alison Clarkson, Paul Carter, Amanda Glanfield)
8. You Freak Me Out (Miranda Cooper, Brian Higgins, Tim Powell, Lene Nystrøm)
9. Girls Allowed – 3:26 (Brian McFadden, J. Shorten)
10. Forever and a Night – 3:17 (Gary Miller, Mark Muller, Andy Goldmark)
11. Love/Hate – 4:40 (Brian Higgins, Niara Scarlett, Eve Bicker, Xenomania)
12. Boogie Down Love – 3:22 (Alison Clarkson, Paul Carter, Amanda Glanfield)
13. Stop – 3:35 (Miranda Cooper, Brian Higgins, Matt Gray, Xenomania)
14. White Lies – 3:06 (Tim Kellett, Sandra Nordstrom)
15. Girls on Film – 3:42 (Duran Duran)

## Classifiche
| Paese       | Posizione massima |
| ----------- | ----------------- |
| Regno Unito | 2                 |
| Irlanda     | 6                 |
| Paesi Bassi | 53                |